# Sapiżanka
Sapiżanka (ukr. Сапіжанка) – wieś na Ukrainie, w obwodzie winnickim, w rejonie szarogrodzkim.